# Lanciné Gon Coulibaly
Lanciné Gbon Coulibaly est un avocat, écrivain et homme politique ivoirien, premier maire de la ville de Korhogo, vice-président de l'Assemblée nationale et ministre de la promotion de l'environnement et du tourisme sous la présidence d'Henri Konan Bédié.

## Biographie
Fils du patriarche sénoufo Péléforo Gbon Coulibaly, ancien allié de Félix Houphouët-Boigny à la naissance du Syndicat agricole africain dans les années 1940, Lanciné est également l'oncle de Kassoum Coulibaly et grand-oncle du premier ministre Amadou Gon Coulibaly.
Après avoir effectué ses études en France, Lanciné Gon Coulibaly retourne à Abidjan où il devient avocat. Lors de la première élection à la mairie de Korhogo organisée en 1980, Lanciné Gon Coulibaly se présente face à son propre neveu Gon Coulibaly, surnommé Gbonblé. Il gagne l'élection et devient maire, cependant ce duel cristallise les confrontations au sein de la famille, que Jeune Afrique décrit comme le début de "la guerre des Coulibaly". Élu député de la circonscription de Korhogo, il devient vice-président de l'Assemblée nationale.
Ne souhaitant céder son poste au général Ibrahima Coulibaly comme le gouvernement le lui demande, Lanciné Gon Coulibaly est destitué de son poste d'édile par le gouvernement en 1983. Entré en dissidence, il quitte le Parti démocratique de Côte d'Ivoire (PDCI) pour rejoindre le Front populaire ivoirien (FPI).
Gagnant de nouveau l'élection municipale de Khorogo, il est maie de la ville de 1990 à 1995.
De retour au PDCI, sous la présidence d'Henri Konan Bédié, il est nommé ministre de la promotion de l'environnement et du tourisme, du 15 décembre 1993 au 22 octobre 1995, dans le gouvernement de Daniel Kablan Duncan.
Il termine sa carrière politique au FPI comme vice-président. Le 3 juin 2015, Lanciné Gon Coulibaly meurt des suites d’un arrêt cardiaque à la polyclinique internationale Sainte-Anne-Marie à Abidjan.

## Œuvres
- Lanciné Gon Coulibaly, Côte d'Ivoire au cœur du bois sacré, L'Harmattan, 2005, 312 p.  (ISBN 2-7475-7814-3)